# Blanca de Castella (1319)
Blanca de Castella   (Alcocer, agost 1319 - Monestir de Santa María de Las Huelgas, 1375 (Gregorià)) va ser una aristòcrata castellana, filla pòstuma de Pere de Castella i de Molina i de Maria d'Aragó i d'Anjou neta de Jaume II de Catalunya-Aragó.
Va planificar-se el seu matrimoni amb Alfons XI de Castella i, posteriorment amb el senyor de Biscaia però no es van concretar. La seva mare va retirar-se al monestir de Sixena i després a Barcelona. Sembla que Blanca va esdevenir també monja d'aquell monestir i posteriorment va ser abadessa de Las Huelgas, on està enterrada.